# Casa di Marco Lucrezio Frontone
La casa di Marco Lucrezio Frontone è una casa di epoca romana, sepolta durante l'eruzione del Vesuvio del 79 e ritrovata a seguito degli scavi archeologici dell'antica Pompei: è una delle case ad atrio più raffinate della città.

## Storia
La casa di Marco Lucrezio Frontone venne costruita nel II secolo a.C., ma fu durante il periodo augusteo, nell'arco di tempo compreso tra la fine del I secolo a.C. e l'inizio del I secolo, che venne ampliata e decorata. Era probabilmente abitata da una delle famiglie più potenti di Pompei, appartenendo a Marco Lucrezio Frontone, secondo alcuni un parente di Tito Lucrezio Caro: questo era un uomo politico, candidato alle maggiori cariche pubbliche cittadine, come edile, duoviro e quinquennale; a sostegno dell'ipotesi sul proprietario diverse prove, che comunque non bastano a darne la certezza, come un graffito ritrovato in giardino inneggiante al nome di Frontone e quattro manifesti elettorali dipinti sui muri esterni della casa, tra cui uno che lo definiva:

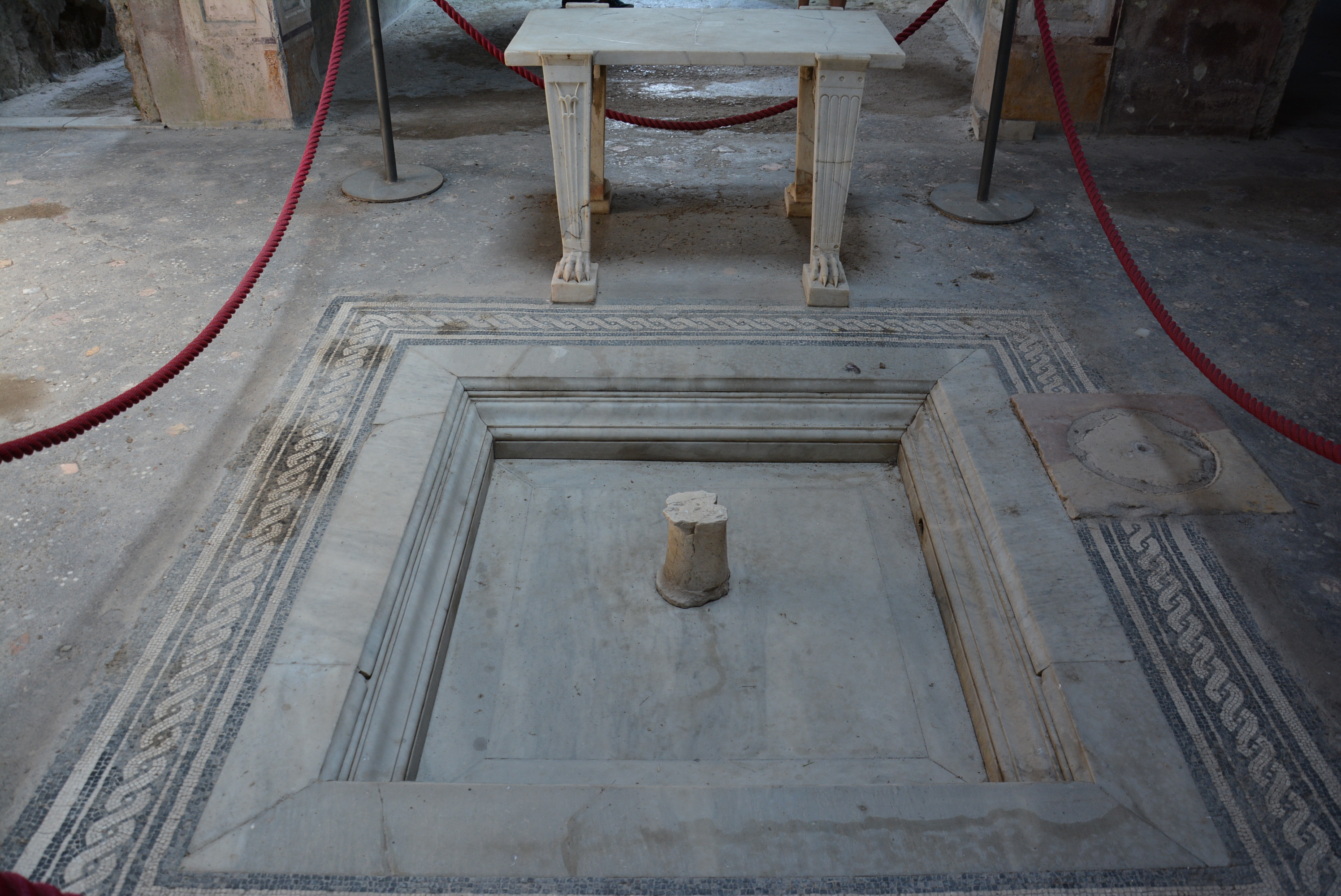
Limpluvium

La casa venne danneggiata dal terremoto di Pompei del 62, in particolare la zona del giardino, tant'è che si dovette procedere ad un restauro quasi totale: i lavori non erano ancora terminati, come dimostrato da pitture ancora incomplete, realizzate tutte in quarto stile dalla mano dello stesso pittore, che venne sepolta sotto una coltre di ceneri e lapilli a seguito dell'eruzione del Vesuvio del 79.
Durante le prime esplorazioni borboniche tra la fine del XVIII e l'inizio del XIX secolo venne solo parzialmente indagata, in quanto al suo interno sono state ritrovate intatte la maggior parte delle pitture; esplorazioni sistematiche si svolsero nel 1899, tra aprile e dicembre del 1900 e tra il 1971 e il 1974, quest'ultima eseguita da un gruppo di archeologi dei Paesi Bassi, i quali effettuarono studi stratigrafici soprattutto nell'area del giardino. A seguito del progetto Grande Pompei, la casa venne restaurata tra il 2012 e il 2014, anno delle riapertura, alla presenza del ministro dei beni e delle attività culturali Dario Franceschini.

## Descrizione

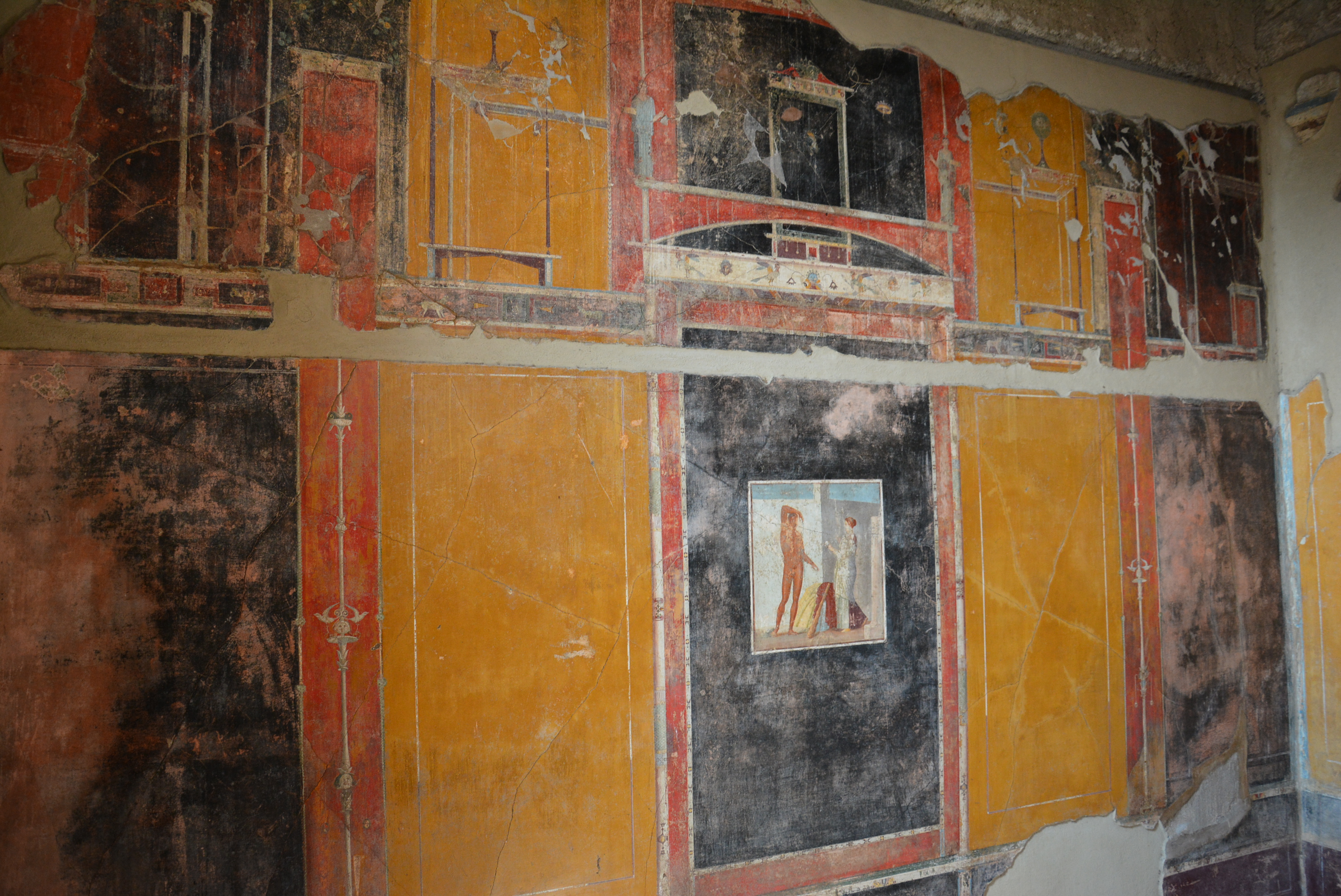
Parete di un cubicolo con affresco di Arianna che porge il filo a Teseo

L'ingresso principale della casa di Marco Lucrezio Frontone si trova lungo una traversa di via di Nola, nel vicolo di Marco Lucrezio Frontone, in parte ancora da scavare: un secondo ingresso, di servizio, è posto lungo il vicolo dei Gladiatori. Le dimensioni della casa si aggirano intorno ai 460 metri quadrati e le principali decorazioni pittoriche interne sono in terzo e quarto stile.
Le facciata è semplice. Le fauci d'ingresso presentano alle pareti decorazioni in terzo stile con zoccolatura in nero, una zona centrale rossa divisa in pannelli tramite fasce ornamentali bianche, e una parte superiore con decorazioni architettoniche e ghirlande; il pavimento in cocciopesto con pezzi di marmo sparso. Si accede all'atrio: questo è di tipo tuscanico, presenta stanze su ogni lato, eccetto lungo quello nord, e al centro ha un impluvium con vasca in marmo, bordata da un mosaico con tessere bianche e nere, mentre il resto dell'ambiente è pavimentato in lavapesta con pezzi di marmi colorati. Le pareti sono decorate con zoccolatura rossa, zona mediana con pennelli neri con al centro scene di caccia, separati da strisce gialle, e zona superiore sempre a fondo nero con motivi architettonici e geometrici. Nella stanza sono stati ritrovati un cartibulum in marmo con zampe di leone, sul quale venivano poggiate le suppellettili più pregiate, e diversi oggetti di ceramica, tra cui un vaso contenente vernice blu e un altro con ossa di uccelli, forse utilizzati per i lavori di pitturazione della casa.

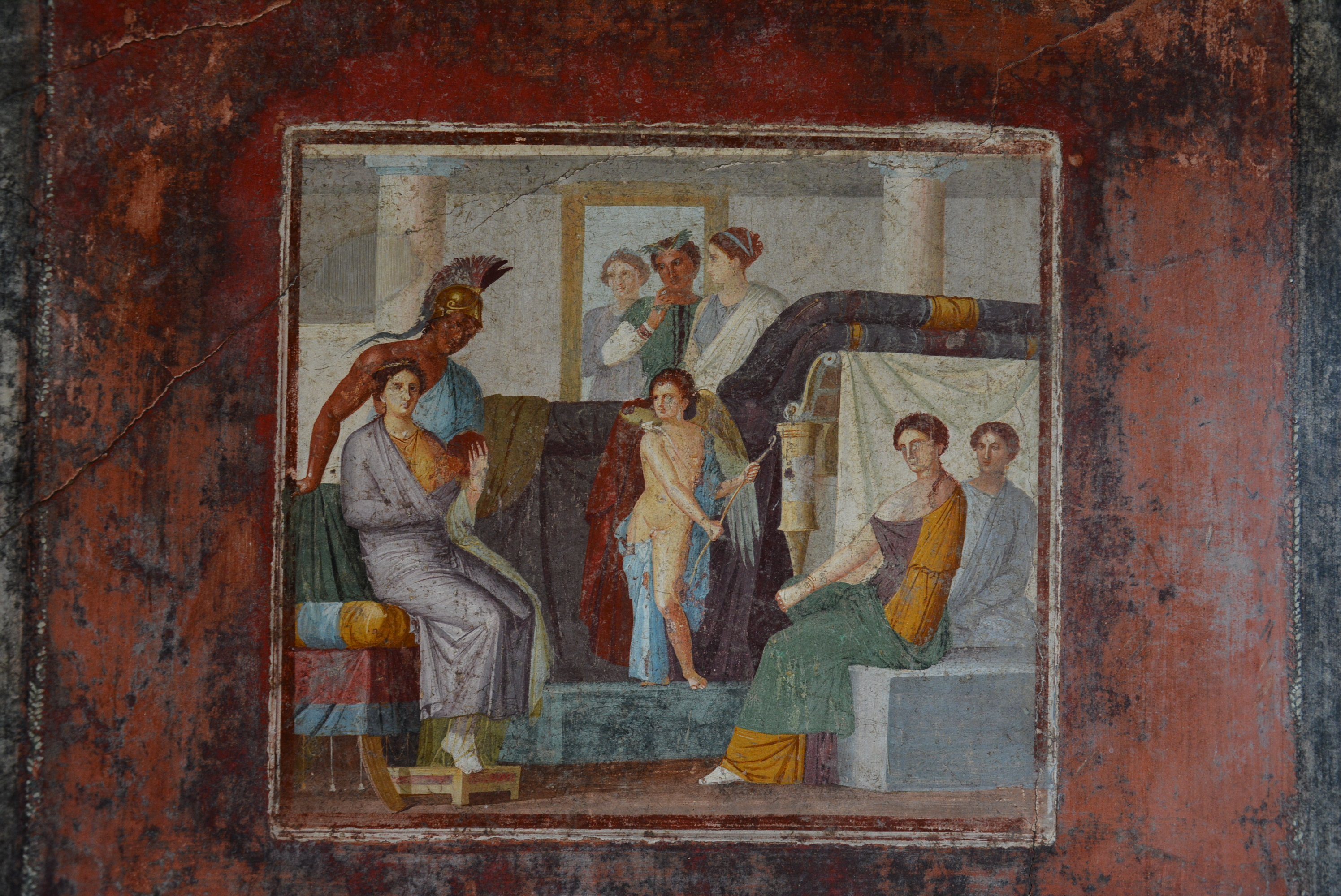
Venere e Marte, affresco del tablino

Sul lato ovest, accanto all'ingresso, sulla destra, si apre un cubicolo, con il segno dell'incavo per il letto e decorazioni in terzo stile con zoccolo nero, zona centrale bianca e zona superiore con raffigurazioni di ghirlande e architetture, mentre la pavimentazione è in parte a mosaico disposto a stella, con tessere in bianco e nero. e in parte a cocciopesto; dal cubicolo si accede ad un altro ambiente il quale conteneva una scala in legno per il piano superiore, con le pareti intonacate in rosa. Sul lato sinistro dell'ingresso un'altra stanza, era probabilmente adibita a deposito o utilizzata dal portiere, che fu ristrutturata a seguito del terremoto del 62, quando venne aperte anche una finestra: la parete est è semplicemente intonacata in bianco, forse per dare più luce all'ambiente, mentre quella ovest ha uno zoccolo nero e zona mediana in rosso con i pannelli separati da fasce bianche con rombi e decorazioni di cani da caccia e ornamenti miniaturistici; questa parete e quella nord avevano anche degli scaffali; la pavimentazione è in cocciopesto.
Lungo il lato sud dell'altro si aprono due ambienti: il triclinio e un cubicolo. Nel triclinio si notano i resti degli incassi per i letti nelle pareti: l'intera stanza è stato ridipinta con zoccolatura in nero, zona mediana in giallo ocra, abbellita da decorazioni tipiche del quarto stile riproducenti bordi di tappeti e motivi floreali e al centro di un pannello l'affresco dell'Uccisione di Neottolemo da parte di Oreste davanti al tempio di Apollo a Delfi, e zona superiore in bianco; il pavimento è il lavapesta, disposto a quadrati, con l'inserto di tessere bianche. Il cubicolo invece era probabilmente destinato alla padrona di casa come si evince dagli affreschi in esso presenti, prevalentemente di stampo femminile: lo zoccolo è in rosso scuro con una predella nera decorata con nature morte, uccelli, maschere satiresche, rane e aironi e un hortus conclusus, la zona mediana è in giallo, con al centro, sulla parete destra Arianna che porge il filo a Teseo, mentre su quella sinistra Venere allo specchio mentre si lascia acconciare i capelli, e la parte superiore con decorazioni di sfingi dove si riconosce un affresco sopra la porta, rovinato, ritraente una scena della Battaglia di Troia.

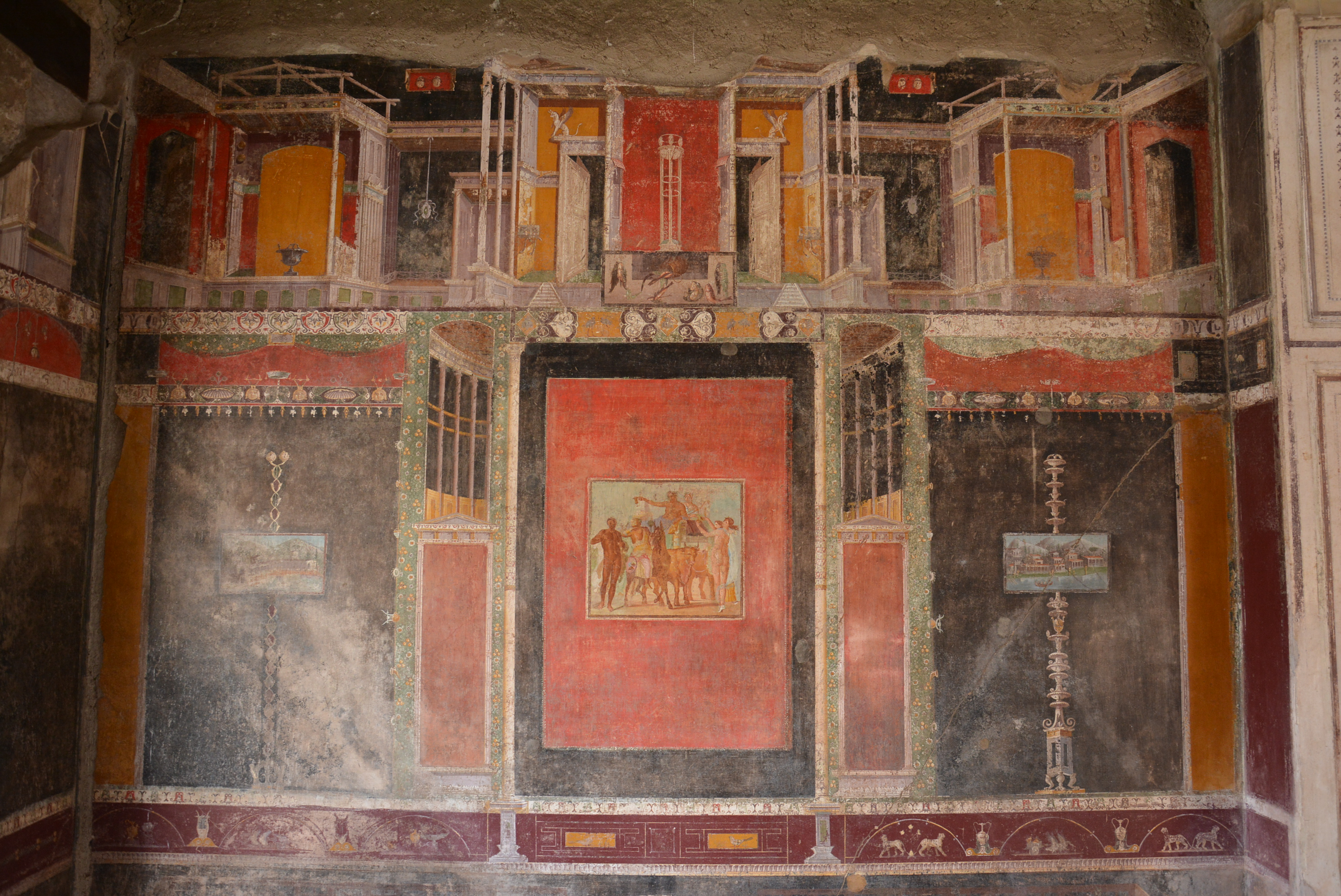
Parete del tablino

Altre tre stanze si aprono lungo il lato est dell'atrio: un cubicolo, il tablino ed un corridoio. Il cubicolo presenta un soffitto a volta ed era probabilmente destinato ai figli del proprietario, come dimostrato dall'affresco all'ingresso di due medaglioni raffiguranti ritratti di fanciulli: un ragazzo nelle vesti di Mercurio e una ragazza. Il cubicolo è stato affrescato a seguito del terremoto del 62 e presenta uno zoccolo in rosso scuro decorato con piante, una zona mediana in giallo ocra con al centro due quadretti contornati entrambi da amorini, raffiguranti da un lato Narciso che si riflette in acqua e dall'altro Perona che allatta Micone, suo padre, salvandolo dalla morte a cui era stato condannato: questo affresco presenta nel angolo superiore dei distici elegiaci che così recitano:
La parte superiore è decorata con raffigurazioni di ghirlande e frutta. L'ambiente è illuminato da una finestra rotonda nella quale sono stati ritrovati pezzi di vetro, mentre il pavimento è cocciopesto con un tappeto di rombi e ottagoni; al suo interno sono state ritrovate cinque brocche e un piatto.

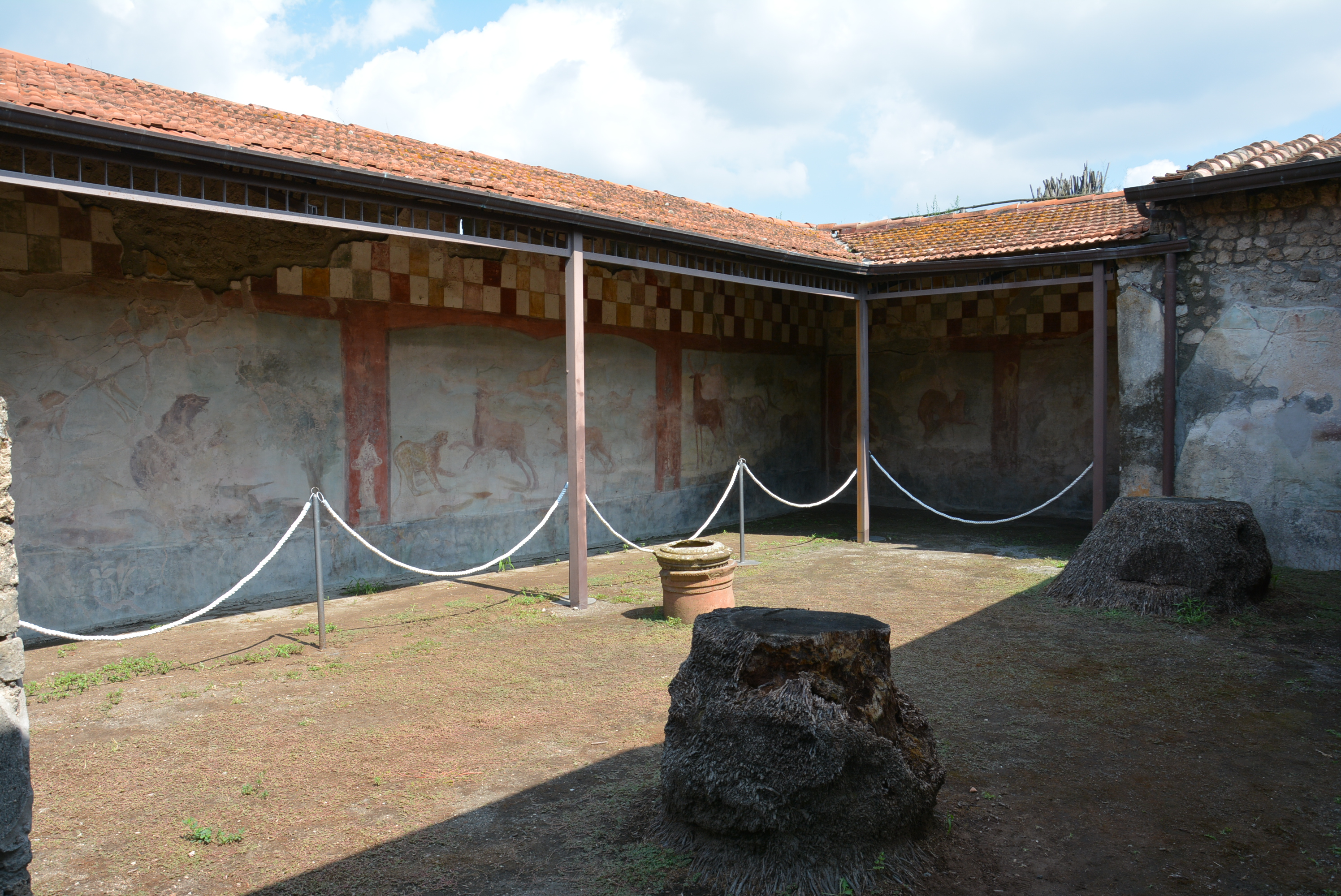
Il giardino

Il tablino, da un lato aperto sull'atrio e dall'altro sul giardino, presenta affreschi in terzo stile: lo zoccolo è in nero con la raffigurazione di un hortus conclusus, con esedra e fontane tra due piante, un pluteo, uccelli e giardino spoglio, la predella con simboli cari ad Apollo, come lire e cigni, e a Dioniso, come anfore e pantere, disposte sotto una ghirlanda filiforme, la zona mediana con pannelli a fondo rosso e nero, separati tra loro da elementi architettonici fantasiosi decorati con corde di frutta e fiori, con al centro due quadretti a tema mitologico, ossia dal lato destro il Trionfo di Dioniso e Arianna, mentre su quello sinistro Venere e Marte, contornati da raffigurazioni di ville marittime sostenute da candelabri, e la parte superiore abbellita con scaenae frons. Il pavimento è in lavapesta e all'interno della camera sono stati rinvenuti alcuni oggetti in bronzo e un mortaio in marmo. Il corridoio si presenta intonacato in bianco e unisce l'atrio con la zona di servizio.
Si accede quindi al giardino, il quale ha una forma irregolare ed è caratterizzato da due pareti affrescate in quarto stile: superata la zoccolatura in nero, abbellita con raffigurazioni di piante, si arriva alla zona centrale dove su un fondo rosso sono dipinti episodi di caccia tra belve, come leoni, pantere, orsi e animali domestici quali buoi, tori e cavalli; una scena di questo affresco rappresenta un leone che si avventa su un animale, probabilmente un orso, quasi irriconoscibile in quanto rovinato da un foro prodotto dagli esplorati borbonici, i quali indagavano le rovine di Pompei tramite cunicoli. L'affresco è protetto da una tettoia, ma originariamente era scoperto: le decorazioni si completano con finestroni rossi con affreschi di statue bianche su piedistalli come un satiro danzante e ninfe che reggono una fontana. Al centro del giardino è stato ritrovato un puteale, probabilmente la testa di una cisterna e numerosi vasi in terracotta, circa ventidue, cinque dei quali utilizzati come fioriere.

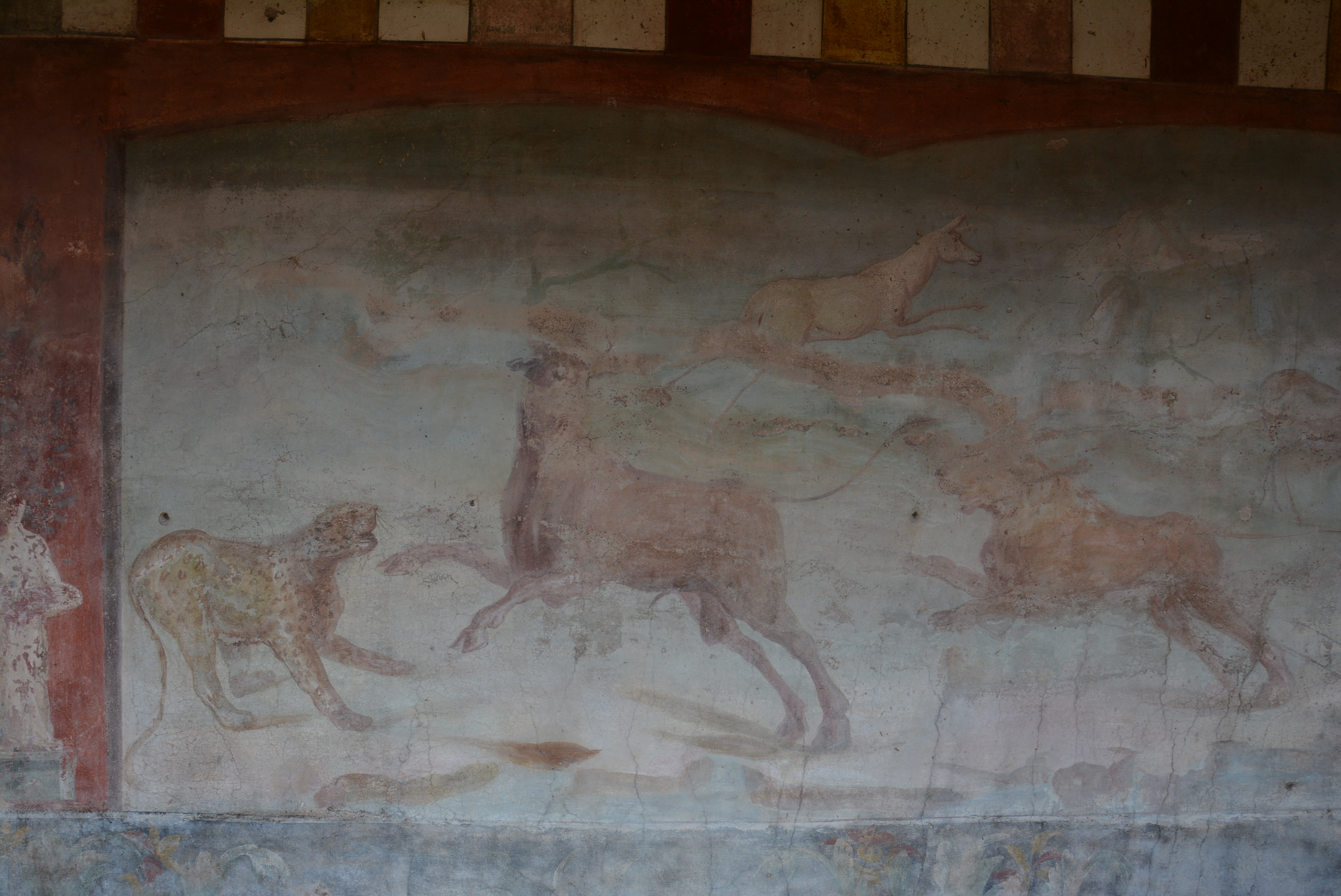
Particolare dell'affresco del giardino

Sul lato est del giardino si aprono diversi ambienti di servizio: una stanza, la cui funzione è ancora incerta, forse destinata a essere un cubicolo o un deposito, ha pareti affrescate in quarto stile, con zoccolatura in scomparti rossi, separati da bande verdi o nere; diversi i reperti ritrovati al suo interno come un manico d'osso, un'ascia in ferro, una brocca, una pentola in bronzo, delle lanterne e un'anfora colma di calce. Accanto a questo ambiente, con accesso dal giardino, altre tre stanze sempre di servizio: si passa attraverso un'anticamera con pavimento in terra battuta e pareti color rosa per arrivare, da un lato, alla cucina, anch'essa con pavimento in terra battuta e intonaco alle pareti con un larario ben conservato al momento dello scavo lungo la parete ovest e all'interno della quale sono stati ritrovati oggetti in ceramica e una pala in ferro, e una stanza, divisa in due, identificata nella parte meridionale come un deposito, intonacata in bianco, e in quella settentrionale come una latrina, intonacata in rosa.

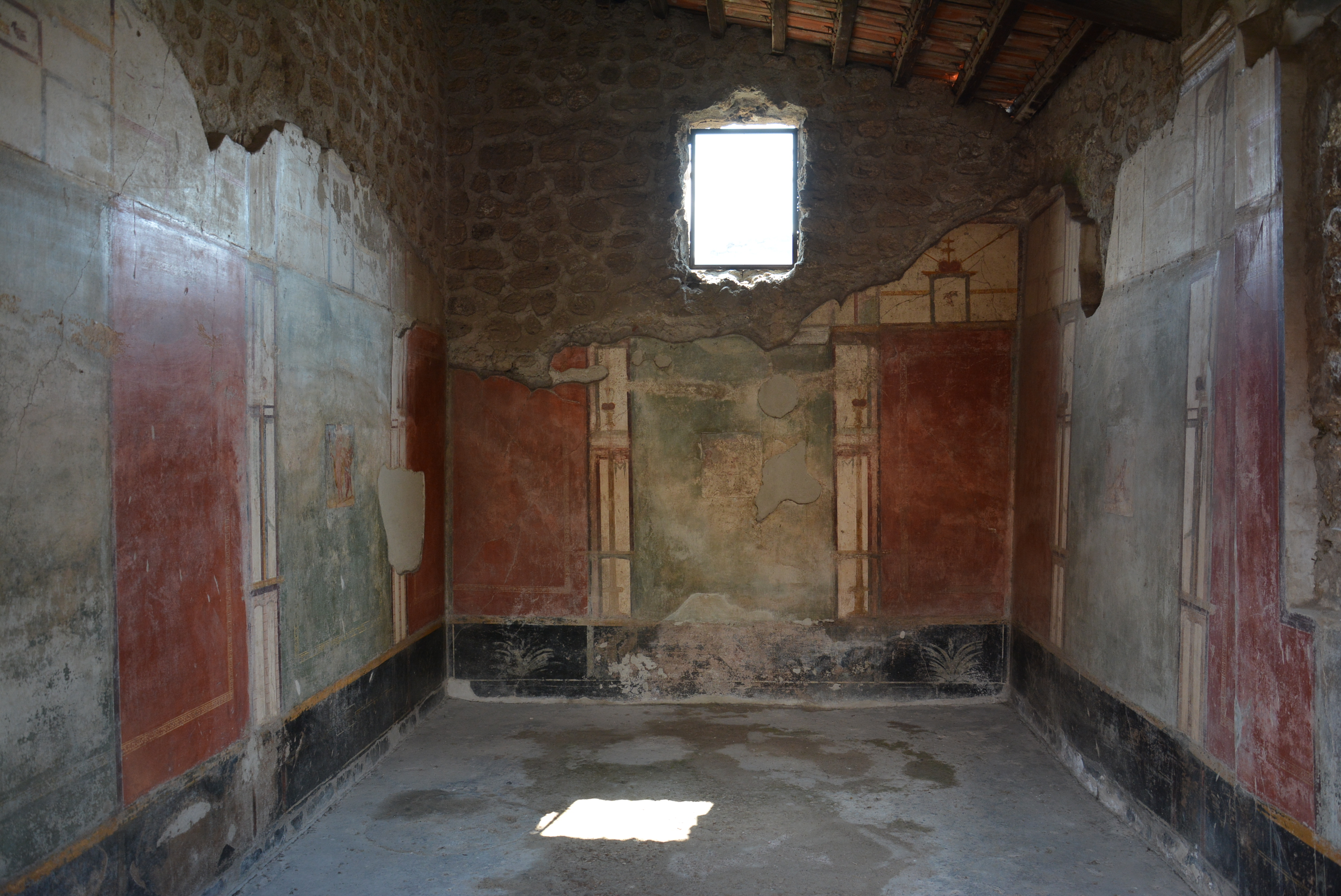
Il triclinio estivo

Un portico con tre colonne in mattoni stuccati divide il giardino da ambienti di soggiorno posti sul lato sud: oltre ad una stanza dal ruolo ancora incerto, probabilmente utilizzata come pozzo di luce o per la raccolta di acqua piovana, e priva di qualsiasi decorazione se non un intonaco grigio, si accede al triclinio o biclinio, restaurato dopo il terremoto del 62, affrescato in quarto stile con zoccolatura nera, parte superiore bianca e zona centrale con alternanza di pannelli verdi e rossi, separati da motivi architettonici dove è posto l'affresco di Dioniso poggiato ad un Sileno con lira. Segue il triclinio estivo: la stanza al momento dell'eruzione era ancora in fase di restauro come testimoniato dalla decorazione incompleta e in cattivo stato di conservazione; tuttavia questa è in quarto stile, con zoccolo nero diviso in scomparti da bande ornamentali e pannelli rossi nella parte centrale e gialli in quelli laterali, mentre la parte superiore è incompleta. Il pavimento è in cocciopesto, con parte centrale in opus sectile, e tra i reperti ritrovati due piedi in bronzo, forse appartenenti ad un divano, un vaso in vetro, una lastra in marmo colorata, oggetti in bronzo e una bacchetta di vetro utilizzata per la preparazione di prodotti da cosmesi. Successiva a questa, un'altra stanza, forse utilizzata sia come camera da pranzo che da letto, dalla decorazione incompleta nella parte superiore ma con zoccolatura in nero, abbellita con piante, e zona centrale sempre in nero con pannelli divisi da candelabri gialli: al momento dello scavo al suo interno furono ritrovati otto scheletri, cinque di adulti e tre di bambini, uccisi probabilmente dal crollo della parete est; oltre agli scheletri sono stati rinvenuti un orecchino in argento, un anello in bronzo, delle lampade in ceramica, tre monete in bronzo e due chiavi in ferro. Concludono la casa, nei pressi dell'ingresso secondario, il cui corridoio presenta zoccolo con scomparti in rosso, divisi da linee bianche e decorato con motivi floreali, e parte superiore in bianco, due stanze di servizio, poste una di fronte all'altra, una con pareti verniciate in bianco e l'altra intonacata in rosa nella parte basse e bianca in quella superiore, probabilmente utilizzata come stalla, in quanto al suo interno sono state ritrovate le ossa di un quadrupede, forse un cane, e di un pollo.
La casa era dotata di un piano superiore, quasi interamente crollato, di cui rimangono solo pezzi di pavimentazione e di affreschi parietali in terzo stile su fondo nero.